# AirPods Pro

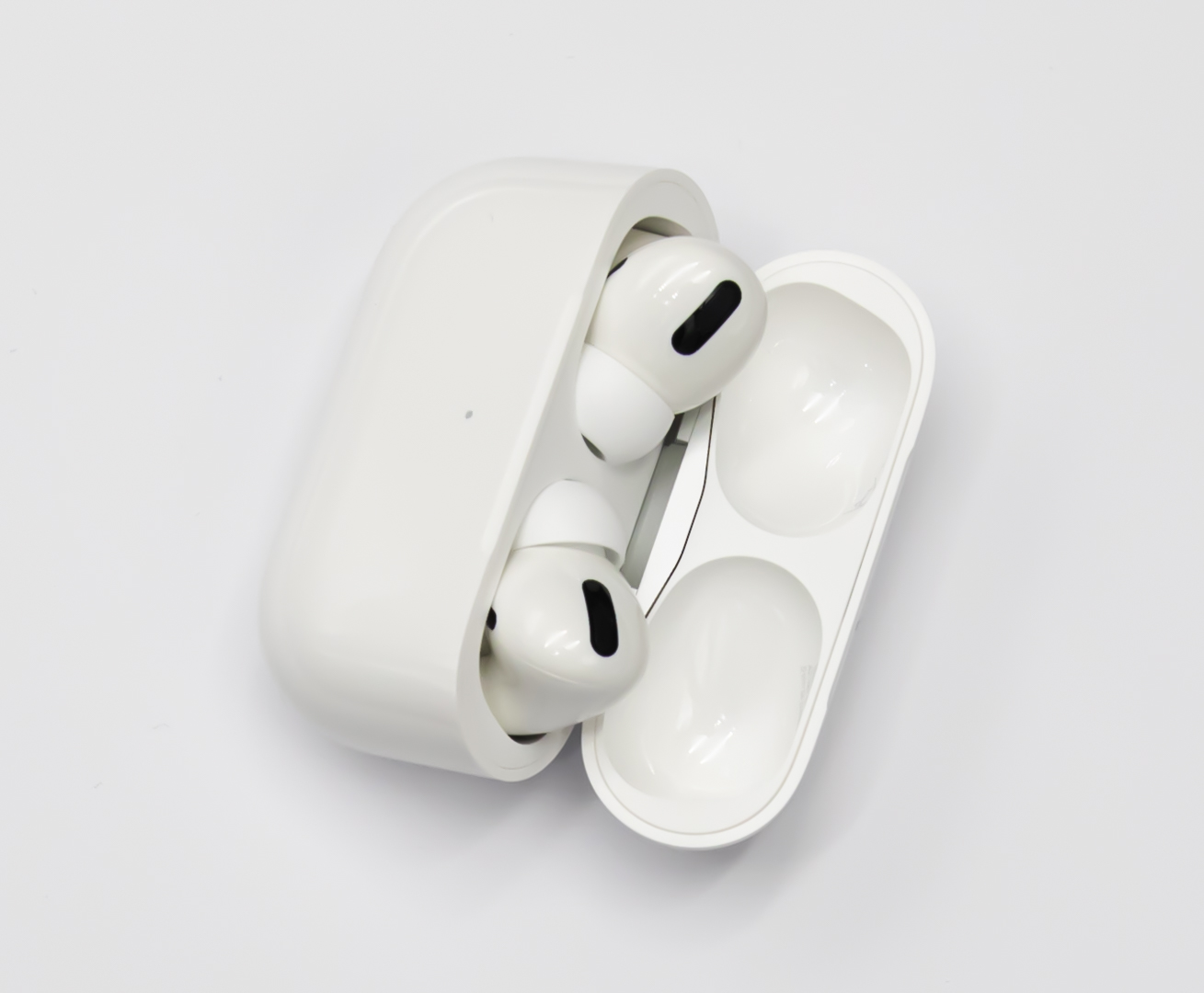
充电盒中的AirPods Pro

AirPods Pro是由苹果公司推出的无线藍牙耳機，于2019年10月30日发布。
AirPods Pro使用与第二代AirPods中相同的H1芯片，但增加了主动降噪功能、IPX4防水、带无线充电功能的充电盒以及可换硅胶耳塞。
第二代AirPods Pro在2022年9月8日發佈，新增Apple H2晶片以得到性能提升、新增「適應性通透模式」、降噪能力提升、把「特製的高位移範圍 Apple 驅動單體」換成「特製的長衝程Apple 驅動單體」藉此獲得音質的提升，與可用耳柄調整音量，除此之外，盒子也獲得了UWB（以Apple U1驅動，需搭配同樣有Apple U1的裝置才可使用）定位功能以及吊飾環，並能發出聲音（單邊揚聲器）以方便尋找和在充電或電力不足時發聲提醒。而在耳機形狀也發生了細微的變化，可使耳機更緊密地貼合用戶的耳朵，另外Apple把原廠耳塞的孔洞減少並加大，聲稱可使音質提升，而Apple這次新增了「XS」的新尺寸供用戶選擇。耳柄為了因應觸控式調節音量，於是從霧面磨砂塑膠換成了光滑面塑膠。續航力方面，Apple提到充電一次的聆聽時間最長可達6小時，搭配充電盒最長可達30小時。

## 概述
苹果在2019年10月28日宣布了AirPods Pro，并在两天后的10月30日发布了该设备。2021年2月推出牛年限量版AirPods Pro包括标准AirPods的功能，例如过滤掉背景噪音的麦克风、加速度计和光学传感器，可以检测到对耳机的柄和入耳位置的按压，并在从耳中取出时自动暂停。轻敲控制被对耳机柄上的力传感器的按压所代替。
AirPods Pro使用了与第二代AirPods相同的H1芯片，该芯片支持免提“Hey Siri”。AirPods Pro具有主动降噪功能，通过麦克风检测外部声音及扬声器产生完全相反的声波来实现。主动降噪功能可以关闭或切换为“通透模式”，以帮助用户听到周围的声音。用户也可以在iOS中设置或通过使用新的“力传感器”捏住耳机柄来切换降噪模式。由于进行了降噪处理，因此AirPods Pro电池续航时间为4.5小时，比标准AirPods略短。AirPods Pro的防水等级为IPX4。
AirPods Pro附带有三种尺寸的硅胶耳塞。在iOS中，用户可以进行耳塞贴合度测试，以确保正确贴合，此外还有一项名为“自适应性均衡器”（Adaptive EQ）的功能，该功能可以自动调整中低频段，声称可以更好地匹配佩戴者的耳朵形状。
AirPods Pro充电盒为耳机充电所提供的总聆听时间与标准AirPods充电盒的相同，均为24小时。充电盒兼容Qi标准。

## 兼容性
苹果在iOS 13.2、watchOS 6.1、tvOS 13.2和macOS Catalina 10.15.1中添加了对AirPods Pro的支持。AirPods Pro与支持蓝牙4.0或更高版本的任何设备兼容，包括Windows和Android设备，尽管某些功能（例如设备之间的自动切换）仅在使用其iCloud服务的Apple设备上可用。

## 軟體更新
| 耳機  | 充電盒 | 更新日期       |
| ----- | ------ | -------------- |
| 5E135 | 1.3.9  | 2023年5月3日   |
| 5E133 | 1.3.9  | 2023年4月12日  |
| 5B58  | 1.3.9  | 2022年11月11日 |
| 5A377 | 1.3.9  | 2022年9月26日  |
| 5A374 | 1.3.9  | 2022年9月23日  |
| 4E71  | 1.3.8  | 2022年5月11日  |
| 4C165 | 1.3.8  | 2021年12月10日 |
| 4A402 | 1.3.8  | 2021年10月6日  |
| 3E751 | 1.3.8  | 2021年4月29日  |
| 2D27  | 1.3.8  | 2020年6月      |
| 2D15  | 1.3.8  | 2020年5月      |
| 2C54  | 1.3.8  | (已停止推送)   |
| 2B588 | 1.3.8  | 未知           |